# El secretario
El secretario är en colombiansk såpopera från åren 2011-2012, med Juan Pablo Espinosa, Stephanie Cayo och Martín Karpan i huvudrollerna.

## Rollista (i urval)
- Juan Pablo Espinosa - Emilio Romero Acosta
- Stephanie Cayo - Antonia Fontalvo Santibáñez
- Martín Karpan - Felix Segura Amador